# Work-life balance
Il termine work-life balance indica la capacità di bilanciare in modo equilibrato il lavoro (inteso come carriera e ambizione professionale) e la vita privata (famiglia, tempo libero). Il termine è stato usato per la prima volta in Gran Bretagna alla fine degli anni settanta. Negli anni novanta appare nei documenti dell’Unione Europea per segnalare ai Paesi membri la necessità di adottare misure in grado di salvaguardare e favorire la conciliazione tra la vita familiare e quella lavorativa.
L’intervento diretto dell’Unione Europea trova una spiegazione nella diversa visione del work-life balance che distingue il vecchio continente da Paesi del Nord America. Per la visione nordamericana spetta all’individuo la completa responsabilità di raggiungere un buon equilibrio tra vita privata e lavoro. L’individuo agisce per poter conseguire il livello di work-life balance preferito, in relazione alla propria situazione personale e familiare, alle proprie preferenze ed alle proprie aspirazioni di carriera. A questa visione individualista, si contrappone la visione europea che attribuisce maggior importanza alle istituzioni governative ed alle organizzazioni. Le istituzioni e le organizzazioni, con le proprie scelte in materia di flessibilità, orari, carichi di lavoro determinano le scelte di conciliazione dei lavoratori, favorendo o impedendo il conseguimento di un buon equilibrio tra vita privata e lavoro.
Il bilanciamento tra lavoro e vita varia da persona e persona, in quanto dipende dalle responsabilità familiari, dall’età dei figli, dalla distribuzione dei ruoli e dalle reti familiari, dalla volontà di realizzazione professionale, dai servizi presenti sul territorio.
Di conseguenza, bisognerebbe differenziare gli strumenti messi in campo per conciliare l’ambito personale-familiare con quello lavorativo. Questi strumenti, stando ad uno studio della Funzione Pubblica CGIL riferito all’Agenzia del Demanio, possono
essere ricondotti a tre macro-categorie:
- articolazioni di tempo;
- articolazioni di spazio;
- servizi e convenzioni.

Il documento dell’organizzazione sindacale risale al 2015, cioè precede di due anni l’emanazione della Legge 22 maggio 2017, n. 81 (Misure per la tutela del lavoro autonomo non imprenditoriale e misure volte a favorire l'articolazione flessibile nei tempi e nei luoghi del lavoro subordinato), eppure già contiene un elenco dei possibili vantaggi del lavoro a distanza:
- maggiore equilibrio tra vita privata e lavoro;
- miglioramento della qualità della vita lavorativa - riduzione dello stress, facoltà di autogestirsi;
- abbattimento dei costi legati agli spostamenti casa-ufficio (mezzi propri e trasporti pubblici);
- diminuzione degli spostamenti quotidiani che si riflettono positivamente sull’ambiente, riduzione del traffico, dei vincoli legati ai trasporti, dell'impatto sulle emissioni di CO2, degli incidenti e dello stress dovuti ai viaggi giornalieri;
- maggiore qualità delle performance lavorative;
- diminuzione dell'assenteismo;
- riduzione dei costi per le aziende legati alla logistica generale (risparmi relativi a sedi e utenze).

Vantaggi che riguardano sia il lavoratore che l'organizzazione, ma che si estendono in maniera positiva anche alla società e all’ambiente, in modo da realizzare una situazione win-win, che sembra essere anche l’obiettivo del legislatore quando stabilisce che il lavoro agile è promosso allo scopo di incrementare la competitività e agevolare la conciliazione dei tempi di vita e di lavoro.
Tuttavia, accanto ai possibili vantaggi per il lavoratore, esistono dei potenziali svantaggi. Secondo Domenico De Masi:
In un primo momento aumenterà lo stress dovuto alla fatica di cambiare abitudini consolidate.
Lo smart working rappresenterà un pericolo di isolamento.
La mutata divisione tra spazi di lavoro e tempo libero causerà stress professionali, stress domestici, aumento di violenze domestiche, aumento di separazioni e divorzi di fatto se no legali.
Lo stress da videoterminali sarà certamente molto diffuso; nasceranno programmi di sostegno e potrà essere paragonato a un lavoro usurante se troppo esteso il tempo di esposizione; nasceranno
servizi psicologici di sostegno ad hoc.»